# Нова Весь (Ґостинінський повіт)
Нова Весь (пол. Nowa Wieś) — село в Польщі, у гміні Гостинін Ґостинінського повіту Мазовецького воєводства.
Населення — 91 особа (2011).
У 1975-1998 роках село належало до Плоцького воєводства.

## Демографія
Демографічна структура станом на 31 березня 2011 року:
|          | Загалом | Допрацездатний вік | Працездатний вік | Постпрацездатний вік |
| -------- | ------- | ------------------ | ---------------- | -------------------- |
| Чоловіки | 57      | 22                 | 32               | 3                    |
| Жінки    | 34      | 1                  | 28               | 5                    |
| Разом    | 91      | 23                 | 60               | 8                    |